# Al otro lado del río
"Al otro lado del Río" (in italiano: Dall'altra parte del fiume) è una canzone scritta e interpretata dall'uruguayano Jorge Drexler per il film I diari della motocicletta (2004). Il brano, oltre ad essere inserito nella colonna sonora originale del film, si può trovare anche nell'album Eco², una seconda versione dell'album Eco di Drexler, pubblicato nel 2004. 

## L'Oscar alla miglior canzone originale 2005
"Al otro lado del Río" ha ricevuto l'Oscar alla migliore canzone originale in occasione della premiazione dei Premi Oscar 2005, divenendo la prima canzone in spagnolo e il secondo in una lingua straniera a ricevere un tale onore.
Gli organizzatori della cerimonia degli Oscar non avrebbero lasciato Drexler eseguire il brano durante la premiazione, perché troppo sconosciuto; la canzone è stata invece eseguita dai ben più famosi Carlos Santana e Antonio Banderas. La decisione ha suscitato malumori in numerosi artisti sudamericani, che hanno effettuato una raccolta firme in segno di protesta contro l'esclusione dal palco di Drexler. Quando poi la canzone ha effettivamente vinto il premio Oscar, Drexler ha intonato il brano che non aveva potuto cantare prima, con Banderas chiaramente imbarazzato in platea.